# Pedro Nolasco
Pedro Julio Nolasco (ur. 2 lutego 1962 w La Romana, zm. 15 września 1995 tamże) – dominikański bokser, brązowy medalista letnich igrzysk olimpijskich w Los Angeles w kategorii koguciej. Medalista igrzysk panamerykańskich z San Juan oraz Caracas.